# Graça (Lisbonne)
Pour les articles homonymes, voir Graça.
Graça est une ancienne freguesia de Lisbonne.